# 24 Kilates
24 Kilates è il secondo album della cantante messicana Paulina Rubio. L'album è stato pubblicato il 18 novembre 1993 dalla EMI Latin.
Dall'album sono stati estratti i singoli Nieva, nieva, El me engañó e Asunto de dos.

## Tracce
1. Maldito amor – 13:34 (C. Sánchez; Cesar Valle)
2. Diamante puro – 4:32 (C. Sánchez; Cesar Valle)
3. Nieva, nieva – 3:31 (C. Sánchez; Cesar Valle)
4. El me engañó – 4:09 (Cesar Vale; Don Matamoros)
5. Nada puedes hacer – 4:24 (C. Sánchez; Cesar Vale; Don Matamoros)
6. Los dioses se van – 3:25 (Cesar Valle; C. Sánchez)
7. Asunto de dos – 3:40 (José Ramón Florez; Fredy Marugan)
8. Compañía – 3:58 (C. Sánchez; Cesar Vale; Don Matamoros)
9. Vuelvo junto a mí – 3:35 (C. Sánchez; Cesar Valle)
10. Tú solo tú – 4:01 (C. Sánchez; Don Matamoros)
11. Corazón tiran – 3:51 (José Ramón Florez; Fredy Marugan)

## Classifiche
| Classifica (1994)    | Certificatore | Posizione raggiunta | Certificazione | Vendite |
| -------------------- | ------------- | ------------------- | -------------- | ------- |
| Classifica messicana | AMPROFON      | 1                   | Oro            | 100,000 |